# Club Deportivo San Francisco (Las Piedras)
El Club Deportivo San Francisco es una institución de fútbol con sede en la ciudad de Las Piedras, del Departamento de Canelones, en Uruguay. Fue fundado en 1958 y su equipo juega en la Liga Departamental de Fútbol de Canelones.
Por su parte, la rama femenina del equipo, disputa en primera división del Campeonato Uruguayo de Fútbol Femenino, de la Asociación Uruguaya de Fútbol.

## Uniforme
- Uniforme titular: Camiseta roja con banda horizontal negra, pantalón negro y medias rojas.
- Uniforme alternativo: Camiseta negra con banda horizontal roja, pantalón y medias negras.

## Reseña
Fue fundado el club en 1958 por un grupo de muchachos de la zona que jugaban en otros clubes.
El club se afilió a la Liga Regional del Sur en 1960 a la extra, ese mismo año sale campeón y logra el ascenso a primera división.
Se corona campeón en 1973, 1982 y 1983. Cuando por divergencias con la dirigencia de la época decide abandonar la liga en 1984. En 1985 se afilia a la Liga Departamental. En aquellos tiempos con 3 divisionales entró en la C en la que se consagra campeón, participa en la divisional B en 1986 y 1987, año este último en el que logra el campeonato y sube a primera división, hasta la temporada 2012 donde descendió a la B.
El Club social y Deportivo San Francisco entró en la mejor historia del fútbol canario al ganar el título del Monegal 2006 torneo anual de la liga departamental.
En el año 1993 la cat sub-20 logró un hecho inédito que fue lograr 36 de 36 puntos en disputa (en esa época se daba 2 puntos por partido ganado y 1 por empate) y esa misma sub-20 logró el campeonato 93, 94, 95 con la dirección de Miguel Perdomo (el Cotorra).
También en el año 93,94 la categoría sub-15 logra el campeonato de la liga con la dirección técnica del Gallego Queiro.
En el año 2013 la categoría sub-15 y sub-18 obtuvieron el campeonato apertura clausura y anual siendo los flamantes campeones en inferiores.
Sub-18 logró el campeonato 2013 invicto.
Recientemente en el apertura 2014 la categoría sub-18 ganó el apertura invicto. El 21 de diciembre de 2014 se corona campeón de la divisional B.